# Birkby
Birkby is een civil parish in het bestuurlijke gebied Hambleton, in het Engelse graafschap North Yorkshire, met 40 inwoners.